# Karl Hanke
Karl August Hanke (Lauban, Silèsia; 24 d'agost de 1903 – Neudorf, Sudetenland; 8 de juny de 1945) va ser un polític alemany, membre del Partit Nazi i Gauleiter de la Baixa Silèsia, amb seu a Breslau.

## Biografia

### Els inicis
El seu germà gran va morir en la Primera Guerra Mundial. Hanke era massa jove pel servei militar i va estudiar al Gymnasium d'Obersekunda. Va servir al Reichswehr com a Zeitfreiwilliger (voluntari temporal) en el 19è Regiment d'Infanteria (von Courbiere) a Frankfurt/Oder de 1920 a 1921.
Hanke va obtenir formació com a enginyer de fresat assistint a l'escola alemanya de moliners de Dippoldiswalde. A continuació, va decidir obtenir una experiència pràctica d'un any com a aprenent de taller ferroviari abans de tornar a la fresadora. Des de 1921 fins a 1926, Hanke va treballar principalment en la indústria de la molta, servint com a encarregat dels molins als voltants de Silèsia, Baviera i Tirol alemany. Més tard va estudiar al Berufspädagogische Institut de Berlín, rebent un grau que el qualificava per ensenyar fresat a escoles professionals. Més tard, el 1928, va treballar a Berlín-Steglitz com a mestre moliner. Després d'això, es va convertir en instructor vocacional en una escola tècnica de Berlín.
El 1928 era mestre d'escola però va ser destituït el 1931 del Servei d'Educació per les seves activitats vinculades al NSDAP. S'havia unit al Partit Nazi l'1 de novembre de 1928 amb el número 102.606 i va ser un dels impulsors del NSDAP a Berlín. Des d'aquesta època s'integra al Directori dels Caps de Gau i fou un dels més propers associats a Joseph Goebbels en el Directori de Propaganda del Tercer Reich. El 1932, va ser elegit diputat del Reichstag.

### Règim nazi
Després de 1933, Hanke va treballar com a ajudant personal de Joseph Goebbels, qui el va promocionar a Secretari en el Ministeri de Propaganda. El 1937, és nomenat Director Ministerial equivalent a Secretari d'Estat i al mateix temps Senador per a la Cultura del Reich i Segon Vicepresident de la Cambra de Cultura del Reich. Hanke va ingressar en les SS el 15 de febrer de 1934 amb el número 203.103.
Hanke es va convertir en un dels personatges més influents en la cultura alemanya del III Reich encara que el seu ràpid auge va finalitzar el 28 de gener de 1941, després de fortes disputes amb Goebbels, en descobrir-se que Hanke era amant de la seva esposa Magda. Segons les memòries d'Albert Speer, Ministre d'Armament del Reich que va ser confident de la Sra. Goebbels, el matrimoni del Ministre de Propaganda del Reich va estar perillant i a punt de dissoldre's no obstant això, Adolf Hitler, que no volia un divorci en el seu cercle intern, va ordenar Hanke i els Goebbels finalitzar el triangle amorós i evitar escàndols davant l'opinió pública.
Hanke va ser transferit el 1941, com a Gauleiter i President Provincial (Oberpräsident), a la Baixa Silesia. En aquesta posició es va fer valer d'eslògans heroics per incentivar i perseverar als habitants a construir la «fortalesa Breslàvia» en la lluita contra els russos, sent un dels majors fanàtics del Nacionalsocialisme fins al final. Sota el seu comandament, Breslàvia va resistir l'assalt soviètic àdhuc després de la caiguda de Berlín.

### El final
Com a resultat a la seva conducta i trajectòria, Hitler va nomenar Hanke en el seu testament polític el 29 d'abril de 1945 com a successor de Heinrich Himmler, en el càrrec de Reichsführer. Hanke va escapar de Breslàvia en l'avioneta Storch del General d'Infanteria Hermann Niehoff (algunes fonts, com Albert Speer en les seves memòries, afirmen erròniament que Hanke havia escapat en un dels pocs helicòpters existents de l'època) durant la nit del 5 al 6 de maig de 1945. A la seva arribada a Hirschberg, es va reunir amb el Mariscal de Camp Ferdinand Schörner, per escapar cap a Praga. Sense res que fer a Praga, va decidir escapar cap a Flensburg, però es va trobar amb partisans txecs a l'aeroport. Va lluitar per escapar cap al camí a Karlsbad amb les restes d'una unitat formada amb supervivents de les Waffen-SS, la majoria restes de la 18a. Divisió de Granaders-SS Horst Wessel, però va ser capturat a Neudorf bei Komotau (en txec, Nova Ves), prop de Pilsen, el 6 de maig de 1945. Va vestir un uniforme de la SS sense rang pel que els seus captors mai van saber que havien detingut al recentment nomenat Reichsführer-SS. Va romandre en captivitat fins a un fallit intent d'escapar el 8 de juny de 1945, en què va resultar mort pels sentinelles del camp.

## Promocions a les SS
- SS-Anwärter: 15 de febrer de 1934
- SS-Sturmbannführer: 7 d'agost de 1934 (efectiu des de l'1 de juliol de 1934)
- SS-Obersturmbannführer: 12 d'abril de 1935 (efectiu des del 20 d'abril de 1935)
- SS-Standartenführer: 5 de setembre de 1935 (efectiu des del 15 de setembre de 1935)
- SS-Oberführer: 20 d'abril de 1937
- Suboficial d.R. (Heer): Julio de 1939
- Sotstinent d.R. (Heer): 1939
- Tinent d.R. (Heer): Gener de 1940
- SS-Brigadeführer: 9 de març de 1941 (efectiu des del 30 de gener de 1941)
- SS-Gruppenführer: 20 d'abril de 1941
- Capità d.R. (Heer): 30 de gener de 1942
- (SS-Dienstaltersliste del 30 de gener de 1942 li dona el rang de Capità de l'Exèrcit però el SS-DAL del 9 de novembre de 1944 indica Tinent d.R.)
- SS-Obergruppenführer: 30 de gener de 1944
- Reichsführer-SS und Chef der Deutschen Polizei: 29 d'abril de 1945